# Гогочури, Зураб
Зураб Гогочури (груз. ზურაბ გოგოჭური; род. 22 марта 1990, Тбилиси) — грузинский легкоатлет, специалист по прыжкам в высоту. Выступал за сборную Грузии по лёгкой атлетике в 2009—2017 годах, победитель и призёр первенств национального значения, действующий рекордсмен страны на открытом стадионе, участник чемпионата Европы в Хельсинки.

## Биография
Зураб Гогочури родился 22 марта 1990 года в Тбилиси, Грузинская ССР.
Впервые заявил о себе в лёгкой атлетике на международном уровне в сезоне 2009 года, когда вошёл в состав грузинской сборной и выступил в Третьей лиге командного чемпионата Европы в Сараево, где в зачёте прыжков в высоту стал пятым.
В 2010 году в Третьей лиге командного чемпионата Европы в Марсе занял пятое место в прыжках в высоту и 13-е место в тройных прыжках.
В 2011 году в прыжках в высоту одержал победу на чемпионате Азербайджана в Баку, выиграл бронзовую медаль в Третьей лиге командного чемпионата Европы в Рейкьявике, был четвёртым на чемпионате Белоруссии в Гродно.
В 2012 году стал седьмым на зимнем чемпионате Белоруссии в Могилёве, вторым на Кубке Белоруссии в Бресте, тогда как на домашних соревнованиях в Тбилиси превзошёл всех соперников и установил ныне действующий национальный рекорд Грузии в прыжках в высоту на открытом стадионе — 2,26 метра. Благодаря этому успешному выступлению удостоился права защищать честь страны на чемпионате Европы в Хельсинки — здесь на предварительном квалификационном этапе прыгнул на 2,10 метра, чего оказалось недостаточно для выхода в финал.
В 2013 году показал шестой результат на зимнем чемпионате Белоруссии в Могилёве, выступил на чемпионате Европы в помещении в Гётеборге — в финал не вышел. Помимо этого, отметился победой в Третьей лиге командного чемпионата Европы в Банска-Бистрице, получил серебро на международном турнире Savo Games в Лаппеэнранте.
В 2014 году был седьмым в Третьей лиге командного чемпионата Европы в Тбилиси, принимал участие в Мемориале братьев Знаменских в Жуковском.
В 2015 году занял четвёртое место на зимнем чемпионате Белоруссии в Могилёве, выиграл турнир на призы Юлии Печёнкиной в Ерино, показал четвёртый результат на Европейских играх в Баку и на Мемориале Косанова в Алма-Ате, взял бронзу на чемпионате Израиля в Тель-Авиве.
В 2016 году стал шестым на зимнем чемпионате Балкан в Стамбуле, установив при этом свой личный рекорд в прыжках в высоту в помещении — 2,17 метра. Также занял пятое место на турнире Виталия Лонского в Бердичеве.
В 2017 году с результатом 2,14 одержал победу в Третьей лиге командного чемпионата Европы в Марсе и на этом завершил спортивную карьеру.